# Klaus Wiese
Klaus Wiese (* 18. Januar 1942; † 27. Januar 2009 in Ulm) war ein deutscher Ambient-Künstler.

## Leben
Sein musikalisches Schaffen begann Wiese in den 1970er-Jahren zunächst als Mitglied der Krautrockgruppe Popol Vuh, für die er auf zwei Veröffentlichungen Tanpura spielte. Bereits mit Beginn der 1980er-Jahre aber trennten sich die Wege: Wiese kehrte dem Krautrock den Rücken und schloss sich stattdessen der zu diesem Zeitpunkt noch jungen Bewegung der elektronischen bzw. Ambient-Musik an.
Klaus Wiese hat im Laufe seiner Karriere weit über 50 Solo-Produktionen veröffentlicht, hinzu kommen etliche Gemeinschaftsprojekte mit stilistisch nahverwandten Künstlern wie Gianluigi Gasparetti (Oöphoi), Jim Cole, Saam Schlamminger und Al Gromer Khan. Das Album El-Hadra – The Mystik Dance, welches er zusammen mit Mathias Grassow und Ted de Jong produzierte, verkaufte sich weltweit und machte ihn in diesem Genre zu einem bleibenden Namen.

## Werk
Wieses Herangehensweise an die Ambient-Musik ist angelehnt an die minimalistischen Tradition von Komponisten wie John Cage, Steve Reich und Philip Glass; die größten Ähnlichkeiten seiner raumflutenden, ätherischen, mitunter geradezu statisch verharrenden, sowie genretypisch ausgedehnten (zum Teil über 60 Minuten langen) Drone-Passagen bestehen etwa zu Künstlern wie Robert Rich und Steve Roach. Wiese war zeitlebens Autodidakt, selbstgeschulter Multiinstrumentalist und verwendete auf seinen Aufnahmen neben der Zither verschiedene persische Saiteninstrumente, Trommeln, tibetische Klangschalen, Chimes und eine Reihe anderer Instrumente.
Klaus Wieses Lebenswerk indes lässt sich nur schwer auf seine Musik als solche reduzieren, denn für ihn waren mystische Elemente immer wesentlicher Bestandteil seiner Kunst, er selbst betonte spirituelle, therapeutische und heilende Motive. Mehrfache Reisen in den Orient brachten ihn insbesondere in Verbindung mit den Lehren des Sufis Hazrat Inayat Khan, Erfahrungen, die sich auch in seinem musikalischen Ausdruck (und vielen seiner Artworks) niederschlagen sollten. Durch Wiese gelangte ein Stück der Musikliebe der Sufis nach Europa, die, obschon von der klassischen Sufimusik entfernt, gleichwohl Gemeinsamkeiten wie Ekstase (wagd) und Verzückung (hal) aufweist (siehe auch: Dhikr).

## Diskografie (Auswahl)
- 1981: Baraka (kein Label)
- 1982: Maraccaba (Aquamarin Verlag)
- 1982: Sabiha Sabiya (Aquamarin Verlag)
- 1984: Alhambra (Aquamarin Verlag)
- 1985: Geisha (Edition Akasha)
- 1985: Mahakala-Puja – Buddhistische Meditation (mit Jens Zimmermann, Edition Akasha)
- 1985: Secret Doctrine (mit Ted de Jong, Aquamarin Verlag)
- 1985: Tibetische Klangschalen I (Tonstudio Braune)